# Going Hollywood
Going Hollywood – amerykański film muzyczny z 1933 w reżyserii Raoula Walsha, z udziałem Binga Crosby'ego i Marion Davies.

## Obsada
- Bing Crosby jako Bill 'Billy' Williams
- Marion Davies jako Sylvia Bruce
- Fifi D'Orsay jako Lili Yvonne
- Stuart Erwin jako Ernest Pratt Baker
- Ned Sparks jako pan Bert Conroy
- Patsy Kelly jako Jill Barker
- Bobby Watson jako Jack Thompson

i inni